# Vicki Genfanová
Vicki Genfanová (* 15. června 1959 New York) je americká kytaristka, zpěvačka a skladatelka. Na kytaru začala hrát v pěti letech. Kromě toho hraje i na klavír, trombón a perkuse. V New Yorku studovala klasickou hudbu a jazz.

## Diskografie
- Outside the Box (2000)
- Vicki Genfan Live (2003)
- La Guitara (2005)
- Up Close and Personal (2006)
- UnCovered (2008)